# Pseudococcus prunicolus
Pseudococcus prunicolus är en insektsart som beskrevs av Mckenzie 1964. Pseudococcus prunicolus ingår i släktet Pseudococcus och familjen ullsköldlöss. Inga underarter finns listade i Catalogue of Life.